# Aníbal Paz
Aníbal Luis Paz (* 21. Mai 1917 (nach anderen Quellen am 18. Februar 1918) in Prado, Montevideo; † 21. März 2013 in Montevideo) war ein uruguayischer Fußballspieler.

## Vereinskarriere
Der El Canario genannte Torwart wurde in Montevideos Stadtviertel Prado geboren. Eine andere Quelle nennt dagegen das Viertel Belvedere als Geburtsort. Zunächst beim Belvederer Klub General Hornos und anschließend bei den Rampla Juniors spielend, begann Paz seine Karriere auf Vereinsebene schließlich 1933 bei Liverpool Montevideo, wo er erstmals im Alter von 14 oder 15 Jahren mittrainierte. Beim in der Intermedia antretenden Verein wurde Paz Meister in jener Liga. 1937 wechselte der Torhüter dann zu Bella Vista. 1939 begann seine sportlich erfolgreichste Zeit, als er sich – auf Empfehlung Roberto Portas – dem großen montevideanischen Klub Nacional anschloss. Dort konnte der über 13 Jahre lang unangefochtene Stammspieler bis 1953 insgesamt neun uruguayische Landesmeistertitel mit seinen Mannschaftskameraden gewinnen und war dabei am legendären Quinquenio de Oro beteiligt (1939, 1940, 1941, 1942, 1943, 1946, 1947, 1950 und 1952). Zudem triumphierte Nacional in dieser Zeit in den Jahren 1942 und 1946 beim Copa Río de la Plata. In den letzten Jahren seiner 14-jährigen Vereinszugehörigkeit wirkte Paz dabei auch als Kapitän der Mannschaft. Sein letztes Spiel für die Bolsos absolvierte er am 14. November 1953 gegen Danubio. Insgesamt kam er auf 471 Einsätze für Nacional und ist damit nach Emilio Walter Álvarez der Spieler Nacionals mit der größten Anzahl von Spielen für den Klub in der Vereinsgeschichte. 1954 spielte Paz zum Abschluss seiner Karriere noch niederklassig für den Racing Club Montevideo.

## Nationalmannschaft
Paz war auch Mitglied der Nationalmannschaft seines Heimatlandes. Er nahm mit ihr an der Fußball-Weltmeisterschaft 1950 teil und gewann dort den Weltmeistertitel. Im Turnier kam der Stellvertreter des Stammtorwarts Roque Máspoli jedoch nur im Spiel gegen Schweden zum Einsatz. Zudem wirkte er an den Südamerikameisterschaften, dem Campeonato Sudamericano 1942 mit, bei denen sich Uruguay ebenfalls den Titelgewinn sichern konnte. Auch beim Campeonato Sudamericano 1939 (ohne Einsatz), 1941 und 1946 gehörte Paz zum uruguayischen Aufgebot. Insgesamt absolvierte er zwischen dem 12. März 1940 und dem 13. Juli 1950 22 Länderspiele, bei denen er 31 Gegentore kassierte.

## Nach der Karriere
Nach seiner aktiven Karriere übte Paz 1969 neben dem damaligen Cheftrainer Zezé Moreira die Torwarttrainerfunktion bei Nacional aus und wirkte so am Ausbau der Fähigkeiten des brasilianischen Torhüters Manga mit.

## Erfolge
- Weltmeister 1950
- Südamerikameister (Campeonato Sudamericano) 1942
- 9× Uruguayischer Meister (1939, 1940, 1941, 1942, 1943, 1946, 1947, 1950, 1952)
- Sieg bei der Copa del Atlántico 1947
- 2× Sieg bei der Copa Aldao (1942, 1946)